# Frédéric Sauvage

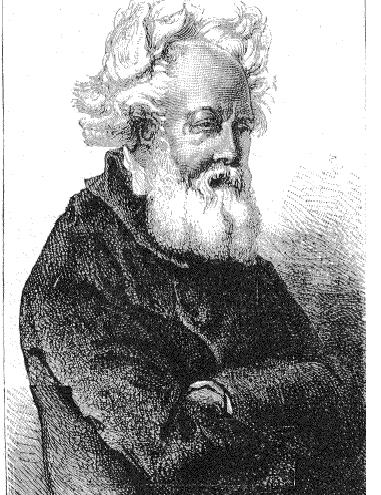
Frédéric Sauvage

Frédéric Sauvage (Boulogne-sur-Mer, 20 september 1786 - Picpus, 17 juli 1857) was een Franse ingenieur. 
Hij vond de scheepsschroef uit om door stoommachines aangedreven schepen voort te stuwen. Hij is een van de 72 Fransen wier namen in reliëf op de Eiffeltoren zijn aangebracht.